# 1 محرم
- السبت
- الأحد
- الاثنين
- الثلاثاء
- الأربعاء
- الخميس
- الجمعة

- 2521 يونيو 2025
- 2622 يونيو 2025
- 2723 يونيو 2025
- 2824 يونيو 2025
- 2925 يونيو 2025
- 126 يونيو 2025
- 227 يونيو 2025
- 328 يونيو 2025
- 429 يونيو 2025
- 530 يونيو 2025
- 61 يوليو 2025
- 72 يوليو 2025
- 83 يوليو 2025
- 94 يوليو 2025
- 105 يوليو 2025
- 116 يوليو 2025
- 127 يوليو 2025
- 138 يوليو 2025
- 149 يوليو 2025
- 1510 يوليو 2025
- 1611 يوليو 2025
- 1712 يوليو 2025
- 1813 يوليو 2025
- 1914 يوليو 2025
- 2015 يوليو 2025
- 2116 يوليو 2025
- 2217 يوليو 2025
- 2318 يوليو 2025
- 2419 يوليو 2025
- 2520 يوليو 2025
- 2621 يوليو 2025
- 2722 يوليو 2025
- 2823 يوليو 2025
- 2924 يوليو 2025
- 3025 يوليو 2025

1 مُحرَّم أو 1 مُحرَّم الحرام أو يوم 1 \ 1 (اليوم الأوَّل من الشهر الأوَّل) هو أوَّل أيَّام السنة وفق التقويم الهجري القمري (العربي). يبقى بعده 353 أو 354 يومًا لانتهاء السنة.

## أحداث
- 6 ق.هـ - القُرشيّون يُحاصرون الرسول مُحمَّدًا وأصحابه في شعب أبي طالب.
- 1 هـ - هجرة الرسول مُحمَّد من مكَّة إلى المدينة المُنورة مع أبي بكرٍ الصدَّيق وفق بعض الروايات (الرواية الأكثر قبولًا وانتشارًا تجعلها يوم 23 ربيع الأوَّل).
- 4 هـ - وُقوع غزوة ذات الرقاع بين المسلمين وبنو ثعلبة ومحارب من غطفان في موضع نخلا في نجد.
- 21 هـ - الفتح الإسلامي للإسكندريَّة بِقيادة الصحابي عمرو بن العاص، وضمها إلى دولة الخِلافة الراشدة.
- 301 هـ - دخول الحسن بن علي الأطروش إلى الديلم.
- 306 هـ- افتتاح المارستان المقتدري ببغداد، بأمر الخليفة المقتدر بالله، وقام برئاسته الطبيب سنان بن ثابت.
- 813 هـ - فرنج قشتالة يهزمون عسكر أبي الحجاج يوسف بن يوسف بن محمد بن إسماعيل بن نصر بن الأحمر بسفح جبل المدرج.
- 979 هـ - بابا الفاتيكان بيوس الخامس يعقد معاهدة الاتفاق مع ملك إسبانيا كارلوس الخامس إضافة إلى عدد من الدول المسيحية لمحاربة الدولة العثمانية، وكان هذا هو الاتفاق المسيحي الثالث عشر الموجه من أوروبا المسيحية ضد الدولة العثمانية.
- 1256 هـ – أحمد باي الأول يُؤسس مدرسة باردو العربية كأول مدرسة عصريَّة لتخريج الضباط والفنيين لجيشه النظامي.
- 1270 هـ – الدولة العُثمانيَّة تعلن الحرب على روسيا وهي الحرب المعروفة باسم حرب القرم.
- 1318 هـ – السُلطان العُثماني عبد الحميد الثاني، يُصدر أمرًا بإنشاء سكة حديد الحجاز لخدمة حُجاج بيت الله الحرام.
- 1331 هـ - إنشاء الجمعية الشرعية لتعاون العاملين بالكتاب والسنة المحمدية بمصر على يد الشيخ محمود محمد خطاب السبكي.
- 1337 هـ - القوات الإنجليزية - الفرنسية تستولي على مدينة بيروت بعد انهيار الدولة العثمانية، أثناء الحرب العالمية الأولى.
- 1342 هـ - المؤتمر الوطني في تركيا يقرر تعيين مصطفى كمال رئيسًا للحكومة التركية في خطوة أخيرة نحو القضاء على الخلافة الإسلامية.
- 1344 هـ - اندلاع الثورة السورية الكبرى بقيادة سلطان الأطرش ضد سلطة الانتداب الفرنسي.
- 1349 هـ - الصحفي الجزائري الشيخ إبراهيم أبو اليقظان يصدر جريدة المغرب.
- 1363 هـ - أحمد بلافريج يؤسس حزب الاستقلال في المغرب ويدعو إلى استقلال البلاد عن فرنسا.
- 1373 هـ - صدور قانون الإصلاح الزراعي في مصر، وأصبح يحتفل به بعيد الفلاحين.
- 1378 هـ - العراق ينفصل عن الاتحاد العربي الهاشمي مع الأردن وذلك بعد الإطاحة بالنظام الملكي.
- 1388 هـ - صدور «بيان 30 مارس» كوثيقة دستورية في مصر.
- 1400 هـ – وقوع حادثة الحرم المكي بقيادة جهيمان العتيبي.
- 1428 هـ - اغتيال الصحفي التركي هرانت دينك أمام مقر صحيفته لمطالبته الدائمة بإدانة الإبادة الجماعية للأرمن من قبل الأتراك أثناء الحرب العالمية الأولى.
- 1429 هـ -
  - شركة السيَّارات الهنديَّة تاتا موتورز تُنتج أرخص سيَّارة بالعالم وهي تاتا نانو، التي قُدّر ثمنها بحوالي 100,000 روبية هندية (2,500 دولار أمريكي).
  - الرئيس الاميركي جورج بوش يبدأ جولة في الشرق الأوسط في محاولة لتحريك عملية السلام التي اهملت خلال ولايته الرئاسية.
- 1431 هـ - انتهاء دورة ألعاب جنوب شرق آسيا لِسنة 2009م وفوز تايلندا بالعدد الأكبر من الميداليات الذهبية.
- 1434 هـ -
  - إسرائيل تغتال نائب القائد العام في كتائب عز الدين القسام أحمد الجعبري وذلك بقصف استهدف سيارته.
  - انطلاق مظاهرات في الأردن ضد قرار الحكومة رفع الدعم وللمطالبة بمحاكمة الفاسدين وهو ما عرف باسم هبة تشرين.
- 1442 هـ - رئيس جمهورية مالي، إبراهيم أبو بكر كيتا، يُعلن استقالته وحل الحُكُومة إثر اعتقاله من قبل الجيش في انقلابٍ عسكريٍّ بعد بضعة شهور من الاحتجاجات الشعبيَّة.

## مواليد
- 130 هـ - أبو عبد الله محمد بن عمر الواقدي، راوية ومؤرخ ومن حفاظ الحديث
- 531 هـ - أبو زكريا التكريتي، فقيه شافعي وقاضي ولغوي وشاعر عربي عراقي.
- 687 هـ – أورخان غازي، ابن السلطان عثمان بن أرطغرل وثاني سلاطين الدولة العثمانية.
- 918 هـ - حسين بن عبد الصمد العاملي الجبعي، عالم دين ومحقق شيعي ووالد الشيخ البهائي.
- 1235 هـ - علي محمد رضا الشيرازي، مؤسس البابيَّة.
- 1281 هـ - أحمد محمد حمادي، عالم مسلم ومتصوف وشاعر ليبي.
- 1342 هـ – نازك الملائكة، أديبة عراقية.
- 1359 هـ - ناجي جبر، ممثل سوري.
- 1366 هـ - ميرفت أمين، ممثلة مصرية.
- 1392 هـ -
  - عبد العزيز السكيرين، ممثل سعودي.
  - ابتهال الخطيب، أكاديمية وناشطة حقوق الإنسان وصحفية كويتية.
- 1393 هـ - مشعل الشايع، ممثل وإعلامي كويتي.
- 1394 هـ - حسان عباس، لاعب كرة قدم سوري.
- 1400 هـ - هند صبري، ممثلة تونسية.
- 1405 هـ -
  - رنا شميس، ممثلة سورية.
  - علياء الشمري، إعلامية عراقية مقيمة في الإمارات.
- 1407 هـ - نجلاء الخمري، ممثلة سورية.
- 1410 هـ - عبد الله عبد العزيز، مغني سعودي.

## وفيات
- 81 هـ - أبو القاسم مُحمَّد بن الحنفيَّة، أحد أبناء الإمام علي بن أبي طالب ومن فُرسان المُسلمين.
- 161 هـ - سُفيان الثوري، شيخ الإسلام وإمام الحُفاظ في زمانه.
- 632 هـ - شهابُ الدين عُمر السهروردي، عالم مُسلم سُني مُتصوِّف ومؤسس الطريقة السهروردية.
- 1130 هـ - حسين آل نظمي، لغوي عراقي.
- 1216 هـ - محمد بن عبد الله الفيروز، عالم مسلم وفقيه حنبلي أحسائي.
- 1325 هـ - محمد العزيز بن محمد بوعتور، أحد علماء تونس وأول وزير أكبر في عهد الحماية الفرنسية.
- 1329 هـ - باقر الهندي، شاعر عراقي.
- 1351 هـ - فقير الإصطهباناتي، شاعر إيراني.
- 1377 هـ - عبد الحسين الحويزي، شاعر عراقي.
- 1384 هـ - إستفان روستي، ممثل مصري.
- 1389 هـ - محمود الملاح، لغوي عراقي.
- 1392 هـ - زكي رستم، ممثل مصري.
- 1398 هـ - تقي الدين النبهاني، مؤسس حزب التحرير.
- 1403 هـ - يوسف وهبي، ممثل مصري.
- 1406 هـ - وهيب البيطار، مسؤول حكومي وتربوي وشاعر فلسطيني.
- 1414 هـ - المختار بن حامدُنْ، مؤرخ وشاعر موريتاني.
- 1418 هـ - حجي راضي، ممثل عراقي.
- 1425 هـ - وليد الأعظمي، شاعر وخطاط ومؤرخ عراقي.
- 1428 هـ - هرانت دينك، صحفي تركي.
- 1431 هـ - أمين الحافظ، رئيس سوريا الأسبق.
- 1433 هـ - عامر منيب، مغني مصري.
- 1434 هـ -
  - سمير حسني، ممثل مصري.
  - أحمد الجعبري، نائب قائد عام كتائب عز الدين القسام.
- 1439 هـ -
  - نادر كولجين، مغني إيراني.
  - مهدي عاكف، المرشد العام السابع لجماعة الإخوان المسلمون.

## مناسبات
- رأس السنة الهجرية.
- بدء أيام العزاء الحُسيني عند الشيعة.

## وصلات خارجية
- موقع قصة الإسلام: حدث في شهر محرم.